# Nokou
 Nokou è un comune del Ciad situato nel dipartimento di Kanem Settentrionale, provincia di Kanem.
È il capoluogo del dipartimento.